# Casal Cermelli
Casal Cermelli är en ort och kommun i provinsen Alessandria i regionen Piemonte i Italien. Kommunen hade 1 221 invånare (2018).